# خلايا التحليل الكهربائي الميكروبية

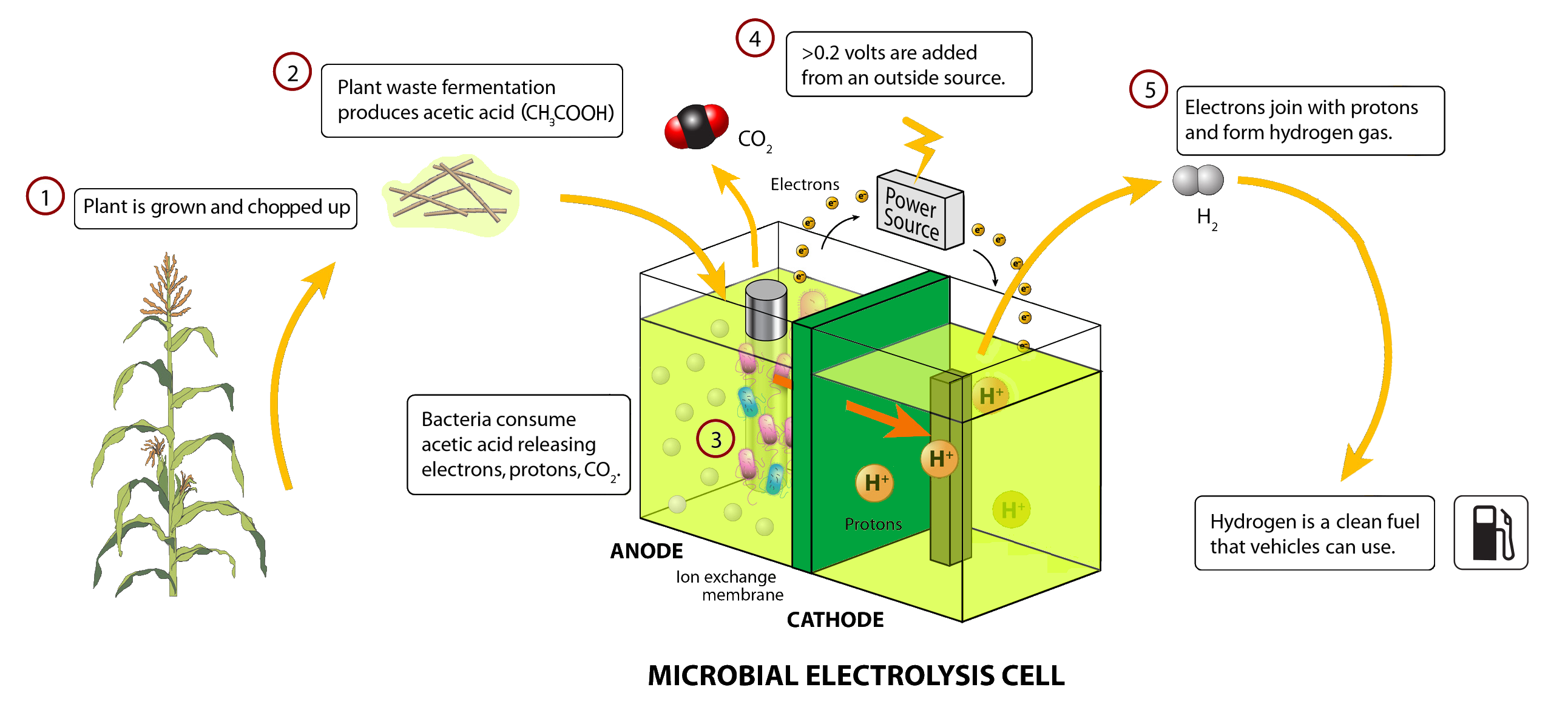

خلايا التحلبل الكهربي الميكروبية أو خلايا الوقود الميكروبية تعتبر كجهاز حيوي كهروكيميائي الذي يسخر قوة تتنفس الميكروبات لتحويل المواد العضوية مباشرة إلى طاقة كهربائية. في جوهرها، تحول الخلايا الوقودية الطاقة الكيميائية إلى طاقة كهربائية باستخدام تفاعلات الأكسدة والاختزال. والفرق الرئيسي من الدورة التفاعل هو في خلايا الوقود الميكروبية بأنها تعتمد على البيولوجية الحافزة المعيشة لتسهيل حركة الإلكترونات في جميع أنحاء أنظمها بدلا من التقليدية أكسدة المحفزة كيميائيا المحددة من الشحنة السالبة أو الالكترود السالب.

## خلايا التحليل الكهربائي الميكروبية
تعتمد نظم خلايا التحليل الكهربائي الميكروبية على عدة مكونات:
الكائنات الدقيقة - وتكون متصلة بالكاثود. ويحدد نوع الكائنات الدقيقة المنتجات وكفاءة خلايا التحليل الكهربائي الميكروبية.
المواد - قد تكون مواد الأنود الموجودة في خلايا الوقود الميكروبية هي ذاتها الموجودة في خلايا التحليل الكهربائي الميكروبية، مثل الأقمشة الكربونية، وورق الكربون، وصوف الجرافيت، وحبيبات الجرافيت، وفرش الجرافيت. كما يمكن استخدام البلاتين كعامل حفاز لتقليل فرط الجهد الكهربائي اللازم لإنتاج الهيدروجين. ولكن التكلفة الباهظة للبلاتين تدفع إلى البحث في استخدام الكاثود الحيوي كبديل. وتتضمن مواد أخرى الأغشية (على الرغم من أنّ بعض خلايا التحليل الكهربائي الميكروبية خالية من الأغشية)، وكذلك أنظمة لتجميع وتعبئة الغاز الناتج في أنابيب.

## إنتاج الهيدروجين
تصدر الكائنات الدقيقة التي تستهلك مصدر طاقة (مثل حمض الخليك) الإلكترونات والبروتونات/ مما يولد جهدًا كهربائيًا يصل إلى 0.3 فولت. ويعد هذا الجهد كافيًا لتوليد طاقة كهربائية في خلية وقود ميكروبية تقليدية. ولكن بالنسبة لخلية التحليل الكهربائي الميكروبية، يتم تقديم جهد إضافي للخلية من مصدر خارجي. وهذا الجهد الناتج من هذا الجمع يكفي اختزال البروتونات ومن ثَمّ إنتاج غاز الهيدروجين. ونتيجة لاشتقاق جزء من الطاقة المستخدمة في عملية الاختزال يُستمَد من النشاط البكتيري، فإنّ إجمالي مقدار الطاقة الكهربائية اللازم توفيرها يكون أقل منها في عمليات الكهرلة، التي تتم في غياب الميكروبات. ووصل إنتاج الهيدروجين إلى 3.12 m3H2/m3d بجهد كهربائي داخلي يساوي 0.8 فولت. تعتمد كفاءة إنتاج الهيدروجين على المواد العضوية المستخدمة. فحمضا اللاكتيك والخليك يحققان نسبة كفاءة 82%، بينما ينتج السليلوز والجلوكوز غير المجهزين قيمًا تقترب من 63%،

وتتراوح نسبة كفاءة التحليل الكهربائي للماء العادي من بين 60 إلى 70 في المائة. حيث تحول خلايا التحليل الكهربائي الميكروبية الكتل الحيوية غير الصالحة للاستعمال إلى هيدروجين يمكن توظيفه، فيكون ناتج الطاقة التي يمكن استخدامها أعلى بنسبة 144% من الطاقة المستهلكة كطاقة كهربائية.
 كما يمكن بآلية مشابهة إنتاج غاز الميثان كذلك، اعتمادًا على نوعية الكائنات الحية التي تستخدم في المهبط.
العمليات الحسابية
يتم حساب إجمالي الهيدروجين بمعادلة RH2 = CERCat. كفاءة الشحنة الكهربائية هي CE=(nCE/nth)، بينما nth هي عدد مولات الهيدروجين التي يمكن إنتاجها نظريًا وnCE = CP/(2F) هي عدد المولات من الهيدروجين التي يمكن إنتاجها من التيار الكهربائي المحسوب، وCP هي الشحنة الكهربائية الناتجة عن قسمة التيار الكهربائي على الوقت، وF ثابت فاراداي، والـ 2 هي عدد المولات من الإلكترونات لكل مول من الهيدروجين. الهيدروجين الذي تمت استعادته من الكاثود يحسب كالتالي RCat = nH2/nCE، بينما nH2 هو إجمالي عدد المولات من الهيدروجين الذي تم إنتاجه. عائد الهيدروجين (YH2) تم حسابه كالتالي YH2 = nH2 /ns، على أنّ ns هو مقدار النزع السفلي المحسوب استنادًا إلى الطلب من الأوكسجين الكيميائي (22).

## مهبط خلايا الوقود الميكروبية
تحتل الشحنات الموجبة نصف الخلية، أما حجرات خلايا الوقود الميكروبية تحتوي على قطب كهربائي يخضع إلى كهرل مهبطي متدفق الذي يحتوي على عامل مؤكسد في محلوله.العامل المؤكسد يقل عندما يستقبل الالكترونات التي توجه إلى القطب السالب عن طريق سلك معدني ممتد منه.

## الاستخدامات
يمكن استخدام كل من الهيدروجين والميثان كبدائل للوقود الحفري في المحركات ذات الاحتراق الداخلي أو في توليد الطاقة. وكما في خلايا الوقود الميكروبية أو النباتات المولدة للإيثانول الحيوي، تحمل خلايا التحليل الكهربائي الميكروبية إمكانية تحويل النفايات العضوية ومياه الصرف الصحي إلى مصادر هامة للطاقة. كذلك يمكن دمج الهيدروجين مع النيتروجين في الهواء الجوي لإنتاج غاز النشادر الذي يستخدم في صناعة أسمدة الأمونيوم. كذلك تم اقتراح غاز النشادر كبديل عملي للوقود الحفري في المحركات ذات الاحتراق الداخلي.
تعرفنا كيفية عمل مكونات الخلايا الوقود الميكروبية المختلفة.
لتشغيل أي خلية وقود ميكروبية بحاجة لان تتم هذه الخلايا دورة كهربائية (دوران) كاملة.
بهذه الحالة خلايا الوقود الميكروبية لديها المصعد (القطب السالب) والمهبط (القطب الموجب)مفصول بينهم عن طريق غشاء موجب نفاذ، مرتبطين مع بعضهم بوساطة سلك خارجي. عندما يدخل لحجرة المهبط المادة العضوية (الوقود) تبدأ البكتيريا نشاطها لأكسدة واختزال المواد العضوية (الوقود) حتى تولد مغذي الخلايا وهو فسفور ثلاثي الادونسين(ATP).
البروتونات والالكترونات وثاني أكسيد الكربون مع المهبط تصلح لتكون مثل مستقبل الالكترونات في سلسلة نقل الالكترونات في البكتيريا.
حديثا توليد الالكترونات يكون بمرورها من المهبط إلى المصعد مستخدما السلك كجسر موصل. بنفس الوقت البروتونات تمر بحرية إلى المصعد عن طريق تبادل البروتونات الموجودة بحجرتين مفصولتين عن بعضهما، أخيرا العامل المؤكسد أو الأكسجين الموجود بالمصعد يعيد توحيد الهيدروجين والالكترونات من المصعد لإنتاج المياه النقية.
تكملة دوران الخلايا تستبدل السلك بالمصباح الكهربائي أو بجهاز آخر يحتاج كهرباء وأنت بحاجة على نحو فعال لتسخير طاقة الكائنات الحية لحل احتياجنا من الطاقة.

## خلايا الوقود الميكروبية ومعالجة مياه الصرف الصحي
الدور الذي تلعبه في إنتاج الطاقة، الطريقة الأكثر مباشرة والمتوقع تطبيقها لخلايا الوقود الميكروبية، هي معالجة مياه الصرف الصحي. الكائنات الحية الدقيقة تحب مياه الصرف الصحي والظروف المحيطة بهذه المياة مثاليه لعدة أنواع من البكتيريا التي من الممكن استخدامها في خلايا الوقود الميكروبية، أيضا هي قادرة على كسر وتحطيم الكربون الموجود بمياه الصرف الصحي المتدفقة وذلك لانتاج الالكترونات التي يمكنها التدفق نحو القطب الموجب الموصل للكربون.الكهرباء التي يتم أيضا انتاجها من خلايا الوقود الميكروبية تعدل وتوازن الطاقة المستخدمة في تشغيل المحطة. بالإضافة إلى ذلك عادةً البكتيريا تتغذى على الكثير من الوحل الموجود بالمياه.

## خلايا الوقود الميكروبية وانتاج الميثان
تولد خلايا الوقود الميكروبية تيارا كهربائيا من خلال عملية التحليل الميكروبي للمركبات العضوية، وتنتج هيدروكربونات هامة من مياه الصرف الصحي وتقوم خلايا الوقود الميكروبية باستخدام مجموعة ثانوية من الأقطاب الكهربائية بتحويل تيارات مياه الصرف الغنية بالكربون إلى غاز الميثان.
تؤخذ مياه الصرف الصحي وتنقى من الجزيئات الكبيرة والصلبة ثم تنقل مياه الصرف الصحي إلى خزان معادلة كبير لمعادلة التقلبات في التركيز والكثافة قبل أن يتم معالجتها ونقلهامن خلال. Ecovolt .
وبداخل وحدة القطب الموجب المغلفة بنوع واحد من البكتيريا تؤدى تفاعلات الأكسدة فتحول المياه العادمة (القذرة) إلى مياه نظيفة بينما يتم إنتاج الكهرباء.وتنتقل الالكترونات إلى القطب السالب حيث أن الأقطاب الكهربائية المغلفة في أنواع مختلفة من البكتيريا تحول الكهرباء والهيدروجين وثاني أكسيد الكربون إلى وقود الميثان النقي بعملية تسمى توليد الميثان بالكهرباء
ويمكن عودة الميثان إلى المصنع لتوفير الحرارة والطاقة.

### خلايا الوقود الميكروبية مستقبلا والبحوث المتطورة
لمست البشرية أسس عمل وتتطور خلايا الوقود الميكروبية كما فهمنا الايض الميكروبي، وعلم الجينات الميكروبية، والتعديل الوراثي، ويتم إنتاج كائنات حية دقيقة لنقل الالكترونات أفضل واكتشاف تطبيقات جديدة.
حاليا، وبحجم الأجهزة متعددة الاستخدام محدود بسبب حقيقة أن نقل الإلكترون يحدث فقط في طبقة البكتيريا على الفور على اتصال مع الأقطاب. ولذلك في حين شهدت الأجهزة متعددة الاستخدام النجاح في كبير تجهيز الدفعات على نطاق ومجاري مياه الصرف الصحي، إمكاناتهم الحقيقية تمكن في الأجهزة الصغيرة العمل حسب السطح إلى نسبة الحجم مرتفع.
أيضا يوجد هناك معدل التدفق الأمثل من الكواشف لزيادة إنتاج التيار الكهربائي من خلال الوقود الميكروبية. والتقدم في على الموائع الدقيقية يسمح المهندسين لجعل أجهزة الخلايا الوقودية متزايدة التي تمكن الاستفادة من هذا السطح عالية لنسبة حجم.
'آلية عمل خلايا الوقود الميكروبية'
البكتيريا تحتاج للطاقة من أجل البقاء، كما هو الحال عند البشر يحتاجون للغذاء للبقاء على قيد الحياة.البكتيريا تحصل على الطاقة في عملية ذو خطوتين.الخطوة الأولى (الأكسدة) تتطلب إزالة الالكترونات من بعض مصادر المواد العضوية، الخطوة الثانية (الاختزال) إعطاء الالكترونات إلى شيء من شانها قبول هذه الالكترونات، والمسؤول عن ذلك ما يعرف بخلايا الوقود الميكروبية. التنفس الجرثومي واحد من أهم تفاعلات الأكسدة والاختزال التي يعقبها حركة الالكترونات.كلما كان لديك الكترونات متحركة.يوجد احتمال لتسخير القوة الدافعة الكهربائية لأداء عمل مفيد.تتكون خلايا الوقود الميكروبية من أنود والكاثود مفصولة بغشاء محدد موجب الشحنة.الميكروبات عند الأنود تعمل على أكسدة الوقود العضوي مولدة بروتونات تمر عبر الغشاء إلى الكاثود، والالكترونات التي تمر عبر الأنود إلى الدائرة الخارجية لتوليد التيار. فالخدعة هنا جمع الالكترونات الصادرة عن البكتيريا كنتيجة للتنفس.الوسيط.
هذا يؤدي إلى نوعين من خلايا الوقود الميكروبية: الوسيط والوسيط الأقل.

#### خلايا ناقلات الالكترونات ـ المحفز الميكروبي الحي
خلايا الوقود الميكروبية المستخدمة في تسويق في صناعة الطاقة اليوم تستخدم نوع خاص من الكائنات الحية الدقيقة يسمى بكتيريا ناقلات الإلكترون هي البكتيريا النشطة الكتروكيميائي تعيش تحت الأرض تأكل السكر وتحول الطاقة الموجودة فيه إلى كهرباء. في حين تستخدم البكتيريا الهوائية الأكسجين كمستقبل نهائي للالكترونات والبكتيريا اللاهوائية تستخدم مركبات ذائبة أخرى، ناقلة الالكترونات هي فئة خاصة من البكتيريا التي يمكن أن تستخدم عامل مؤكسد قوي أو موصل الصلب كمستقبل الإلكترون النهائي.
أيضا بكتيرا ناقلة الالكترونات لديها إمكانات للعديد من تطبيقات التكنولوجيا الحيوية المختلفة نظرا لقدرتها على نقل الإلكترونات خارج الخلية إلى مستقبلات الإلكترون غير قابلة للذوبان، مثل أكاسيد المعادن أو الأنودات من خلايا الوقود الميكروبية.و القليل جدا منها معزولة مباشرة من الأجهزة متعددة الاستخدام وجميع هذه الكائنات قد تم الحصول عليها من خلال التقنيات التي يحتمل أن تحد من تنوع البكتيريا.

#### 'خلايا الوقود الميكروبية الانود'
عندما تستهلك البكتيريا المواد العضوية مثل السكر تحت بيئة هوائية فان نواتج عملية التنفس الخلوي هي ثاني أكسيد الكربون والماء، ومع ذلك عندما توضع البكتيريا في بيئة فارغة من الأكسجين، فان التنفس الخلوي ينتج ثاني أكسيد الكربون وبروتونات والكترونات بدلا من ذلك. بالتالي فإنه من الضروري ان تكون البيئة لاهوائية في غرفة الانود من خلايا الوقود الميكروبية.
و كما ذكرنا سابقا عن أنواع خلايا الوقود الميكروبية الوسيط وغير الوسيط، سنطرق هنا إلى النوع الأول وهو الوسيط هنا في سلسلة نقل الإلكترون البكتيرية يأخذ وسيط غير عضوي مكان الأكسجين، ويعبر الوسيط من خلال الغشاء الخارجي للبكتيريا ويقبل الالكترونات التي عادة ما تكون مقبولة من الأكسجين أو المذيبات الأخرى. وبمجرد أن الوسيط قد «اختزل» يخرج من الخلية الممتلئة بالالكترونات ثم ينقل إلى الانود (القطب الموجب).
أما النوع الآخر من خلايا الوقود الميكروبية وهو غير الوسيط، تتواجد على سطع الانود ويستخدم إنزيم الأكسدة والاختزال لنقل الالكترونات مباشرة من خلال بروتين متخصص من على سطح الانود . آلية نقل الالكترونات قد تشمل موصل شعري واتصال مباشر من خلال المستعمرات البكتيرية، أو عبر أنزيمات يفرزها الوسيط ذهابا وإيابا .

## وصلات خارجية
- National Science Foundation
- The University of Queensland نسخة محفوظة 4 يونيو 2014 على موقع واي باك مشين.
- Scientific Blogging

http://www.altenergy.org/renewables/what-are-microbial-fuel-cells.html